# Droga I/75 (Słowacja)
Droga krajowa 75 (słow. Cesta I/75) – droga krajowa I kategorii prowadząca przez południe Słowacji. Arteria zaczyna się na skrzyżowaniu z krajową 62 i biegnie przez miasta Šaľa, Nowe Zamki, Horne Smerovce i Veľký Krtíš do Łuczeńca. Równolegle do obecnej drogi krajowej planowana jest droga ekspresowa R7.